# Vodeane, Ciutove
Vodeane (în ucraineană Водяне) este un sat în așezarea urbană Ciutove din regiunea Poltava, Ucraina.

## Demografie
Componența lingvistică a localității Vodeane
     Ucraineană (89,82%)
     Rusă (5,99%)
     Română (2,99%)
     Belarusă (1,2%)
Conform recensământului din 2001, majoritatea populației localității Vodeane era vorbitoare de ucraineană (89,82%), existând în minoritate și vorbitori de rusă (5,99%), română (2,99%) și belarusă (1,2%).